# Windows Update
Windows Update è un servizio di aggiornamento software online per i sistemi operativi Microsoft Windows. Offre aggiornamenti di sicurezza per componenti del sistema, service packs, ed aggiornamenti gratuiti per componenti Windows. Inoltre, ha la capacità di riconoscere l'hardware del computer offrendo aggiornamenti di driver, come pure versioni beta di programmi Microsoft.
La maggior parte degli aggiornamenti (soprattutto quelli di sicurezza) vengono effettuati automaticamente, mentre gli altri possono esser scaricati manualmente dal sito.
Windows Update richiede Internet Explorer come web browser, dato che deve accedere ai file del sistema ed alle sue funzioni. Il sito è programmato in VBScript e JScript.
La versione di Microsoft Update inclusa in Windows Vista in poi non usa più Internet Explorer, ma è un programma separato indipendente, presente nel Pannello di controllo. È anche possibile decidere di ritardare il riavvio del computer, da 10 minuti fino a 4 ore, quando l'installazione di determinate patch richiedono il riavvio.
Microsoft mette a disposizione uno strumento alternativo a Windows update: Catalogo di Microsoft Update.

## Storia
Windows Update fu introdotto con il lancio di Windows 98, e da quel momento fu oggetto di molte revisioni. Nel 2004, Microsoft aggiunse un ulteriore servizio che offre aggiornamenti per molte versioni di sistemi operativi della Microsoft, per Microsoft Office, Microsoft Exchange Server e SQL Server.
Alla fine del 2004, Microsoft rilasciò Windows Update 5 per Windows XP, che comprende il Service Pack 2 e molti cambiamenti nelle applicazioni. A quell'epoca i service pack erano distribuiti anche via CD, spesso allegati alle riviste di settore. Dopo l'installazione del Service Pack 2, bisognava però controllare su Windows Update se fossero disponibili ulteriori aggiornamenti dal rilascio del SP2.

Windows Update v3 ai tempi di Windows 98

Nel luglio 2005, la Microsoft introdusse Windows Genuine Advantage (WGA) per gli utenti che aggiornano una qualsiasi versione di Windows XP, Windows Server 2003 e Windows 2000. Trattato come un update, il software analizza il sistema dell'utente per scoprire se è una copia vera o piratata. In quest'ultimo caso, viene offerta la possibilità di rivelare la fonte di tale copia in cambio di una versione legittima gratis o a prezzo ridotto.
A partire da giugno 2009 con il nuovo Windows Update incluso in Windows 7 è stato possibile avere maggiori informazioni riguardo agli aggiornamenti che si può installare; questa funzione fornisce una descrizione dettagliata del software di aggiornamento che si va ad installare. Questa versione aggiornata di Windows Update fu anche riproposta in Windows Vista come aggiornamento importante. Windows Update a partire da Windows 7 è capace di aggiornare anche i drivers del computer
Al rilascio di Windows 10, Microsoft introdusse un nuovo sistema per gli aggiornamenti. Viene rilasciato di norma un aggiornamento mensile per la sicurezza e bugfix (in caso di necessità ce n'è anche più di uno, di tipo emergenziale) e circa due aggiornamenti all'anno per le nuove funzionalità (sono major updates, identificate oltre che dal codice build anche da un nome proprio: in pratica nuove versioni di Windows 10). Entrambi sfruttano Windows Update (si può comunque scaricare l'immagine ISO dal sito Microsoft per l'installazione off line).
Da ottobre 2016 Microsoft rilascia un unico aggiornamento cumulativo al mese, sia qualitativo che di sicurezza (pacchetto cumulativo mensile). Il pacchetto, essendo cumulativo, comprende tutti gli aggiornamenti precedenti, integrando in un solo eseguibile non solo le patch rilasciate nel corso del mese corrente ma anche quelle distribuite nelle date antecedenti. Ciò agevola la manutenzione del sistema e semplifica l'aggiornamento immediato quando si installa Windows. 
Il servizio può essere terminato e/o disattivato; sul web sono disponibili gli script per ripulire la cartella di archiviazione e cancellare il registro degli aggiornamenti.

## Il programma "Genuine Advantage"
Il programma WGA è il modo in cui Microsoft cerca di far accettare le sue licenze a utenti che cercano aggiornamenti con copie pirata di prodotti Microsoft. Prima degli aggiornamenti viene effettuata l'autenticazione di Windows.
Si pensava in origine che questo sistema non avrebbe risolto i problemi, poiché Microsoft ritiene più pericolosi sistemi non aggiornati che le copie pirata. Ma non è stato così: WGA usa un programma autonomo per generare le chiavi, o un controllo ActiveX, per scoprire se la licenza è valida.
Come risposta a questa condotta, il sistema WGA è stato craccato numerose volte, la prima con una sola riga di codice JScript nelle prime 24 ore dal rilascio (28 luglio 2005), più tardi con alcuni programmi. Molti utenti con licenze non valide hanno smesso di usare Windows Update, cercando gli aggiornamenti su altri siti.

## Windows Update for Business
Le edizioni business/professional di Windows possono utilizzare una versione aziendale di Windows Update, spesso controllato dalle impostazioni amministrative del dominio della relativa rete (criteri di gruppo). Questa versione si chiama Windows Update for Business (WUfB) e permette molte più manovre lato utente/gruppo rispetto alla versione base.
Altre tipologie di Windows update ancora più avanzati e utilizzati come servizi server di un dominio e quindi configurati dall'amministratore sistemista sono:
- Windows Server Update Services (WSUS)
- System Center Configuration Manager

## Microsoft Update
Verso la metà degli anni 2000 Microsoft lanciò il servizio web Microsoft Update tramite il quale tutti i prodotti Microsoft venivano aggiornati. Questa funzione è presente da Windows Vista in poi nella procedura integrata nel sistema operativo, evitando di accedere al portale web degli aggiornamenti come accadeva per le edizioni precedenti. Tramite questa applicazione Windows Update scarica aggiornamenti per tutti i prodotti Microsoft installati sebbene 365 (Office) abbia un suo servizio di aggiornamento autonomo e cosi Edge.